# 17991 Джошуаеґан
17991 Джошуаеґан (17991 Joshuaegan) — астероїд головного поясу, відкритий 12 травня 1999 року.
Тіссеранів параметр щодо Юпітера — 3,589.